# Sekirankai
La Sekirankai (赤 瀾 会; Red Wave Society ) (Sociedad Ola Roja) fue una organización de mujeres socialistas japonesas activa en 1921. La organización fue creada por miembros de un grupo anarquista en abril de 1921. Destacadas feministas como Yamakawa Kikue y Noe Itō fueron referentes del grupo, que participó en las actividades del Primero de Mayo de ese año, publicaron la revista Omedetashi, realizaron seminarios y conferencias y distribuyeron folletos contra la guerra al ejército. Su manifiesto condenaba el capitalismo, argumentando que convertía a las mujeres en esclavas y prostitutas. La Sekirankai fue la primera asociación socialista de mujeres y chocó con el grupo Shinfujin Kyōkai (Asociación de las Nuevas Mujeres) precursoras del sufragismo. La organización se disolvió ocho meses después de su creación.

## Historia

### Fundación

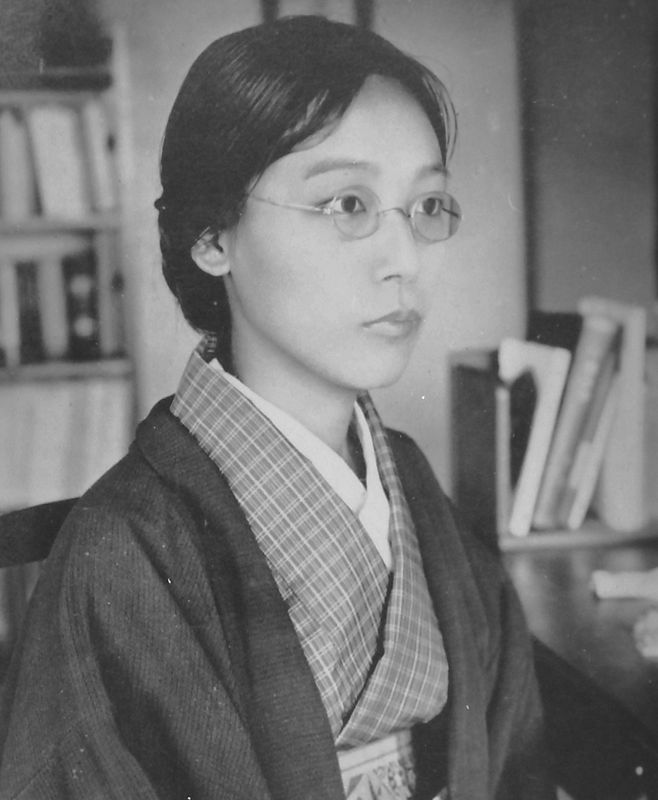
Yamakawa Kikue autora del manifiesto feminista del Primero de Mayo

El Sekirankai se creó en el Japón Imperial cuando el pensamiento socialista tenía ya suficiente impulso para expresarse públicamente. Fue fundado en abril de 1921 por un grupo anarquista formado por Sakai Magara, Kutsumi Fusako, Hashiura Haruno y Akizuki Shizue. Fue la primera asociación socialista de mujeres y estaban apoyadas en el marco de reflexión por las feministas Yamakawa Kikue y Noe Itō. La sociedad tenía unos 42 miembros, de las cuales 17  eran activas. Dado que las componentes de Sekirankai tenían vínculos personales con la Nihon Shakai Shugi Dōmei (Liga Socialista de Japón), la organización fue conocida como la "oficina de la mujer" de la Liga.
El grupo tenía como objetivo derrocar el sistema capitalista. La plataforma declaró: «Lucharemos contra cualquier forma de opresión que nos mantenga a nosotros ya nuestros hermanos y hermanas en la ignorancia, la pobreza y las posiciones de subordinación».

### Protesta del Primero de Mayo
Una de las primeras actividades de la organización fue planificar el Primero de Mayo de 1921, un día adoptado por los grupos socialistas y comunistas para celebrar el Día Internacional de los Trabajadores. Las actividades del Primero de Mayo del año anterior, que se llevaron a cabo en el Parque Ueno de Tokio, fueron la primera celebración pública del Primero de Mayo en Japón y se estimó una participación de unas 5000 personas. Para el evento, Yamakawa Kikue elaboró un manifiesto titulado Fujin ni Gekisu (Manifiesto a las mujeres) condenando el capitalismo por engendrar imperialismo y enmarcando los problemas del capitalismo desde un punto de vista feminista. El manifiesto se publicó en folletos que se distribuyeron durante la manifestación.
El manifiesto decía:

El Primero de Mayo es el día de los proletarios, de los trabajadores oprimidos. Durante siglos y siglos, las mujeres y los trabajadores han vivido juntos una historia de opresión e ignorancia. Pero se acerca el amanecer. El gong de la mañana que sonó en Rusia marca el primer paso en la victoria que minuto a minuto desterrará la oscuridad del capitalismo de la faz de la tierra. Hermanas, escuchen el poder de las mujeres que se encarna en ese sonido del gong. Utilicemos todas nuestras fuerzas y, junto con nuestros hermanos, hagamos sonar el gong que señalará la liberación de los proletarios de Japón. ¡Mujeres que están despiertas, únanse a la marcha del Primero de Mayo!

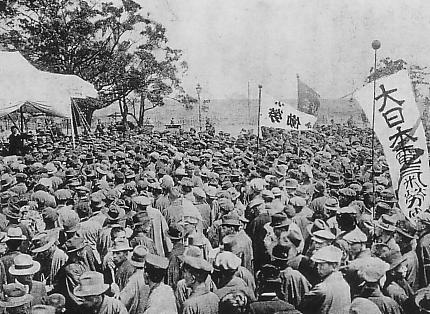
El primer Día del Trabajo de Japón en 1920

El Sekirankai es una organización de mujeres que planea participar en la empresa para destruir la sociedad capitalista y construir una sociedad socialista. La sociedad capitalista nos convierte en esclavos en casa y nos oprime como esclavos asalariados fuera de casa. Convierte a muchas de nuestras hermanas en prostitutas. Sus ambiciones imperialistas nos roban a nuestros amados padres, hijos, novios y hermanos y los convierten en carne de cañón. Los obliga a ellos y a los proletarios de otros países a matarse brutalmente unos a otros. Es una sociedad que, por el bien de sus codiciosos especuladores, aplasta y sacrifica nuestra juventud, salud, talentos, toda posibilidad de felicidad, incluso nuestras vidas, y no siente compasión. El Sekirankai declara la guerra total a esta sociedad cruel y desvergonzada. ¡Mujeres que desean ser liberadas, únanse al Sekirankai!

El socialismo ofrece la única forma de salvar a la humanidad de las opresiones y abusos del capitalismo. Hermanas que aman la justicia y la moral, ¡únanse al movimiento socialista!

Aproximadamente 20 mujeres miembros del Sekirankai marcharon durante las actividades del Primero de Mayo. Llevaban banderas rojas y negras que fueron hechas por Hashiura Haruko y banderas más pequeñas pintadas con "RW" es decir, Red Wave. Desfilaron durante la concentración. Todas las mujeres fueron arrestadas. Los relatos del evento por parte de los periodistas sufrieron restricciones gubernamentales sobre los movimientos de la organización, pero las actividades de las mujeres se posicionaron en el centro de atención nacional. Durante la manifestación del Primero de Mayo del año siguiente, participaron mujeres en todo el país.

### Otras actividades
En junio de 1921, las componentes del Sekirankai ofrecieron una conferencia sobre la situación de la mujer en Kanda Seinen Kaikan. Yamakawa Kikue, Noe Itō, Kutsumi Fusako, Fujimori Seikichi, Sakai Magara, Eguchi Kan e Ishikawa Sanshirō fueron las conferenciantes en la reunión. En julio, el Sekirankai celebró un seminario de cinco días y publicó la revista Omedetashi (Revista auspiciosa). En octubre de 1921, participaron en el Guntai Sekka Jiken (Incidente de la Comunización del Ejército) y distribuyeron folletos contra la guerra a los miembros del ejército a través del correo.

### Conflictos con la Asociación de Nuevas Mujeres
Las Sekirankai también criticaron a la organización de mujeres japonesas, Shin-Fujin Kyōkai (Asociación de las Nuevas Mujeres) creada en 1920. Las componentes de Sekirankai consideraban que la naturaleza burguesa de la Asociación de las Nuevas Mujeres era la antítesis a la causa de los derechos de las mujeres, y  Yamakawa Kikue las criticó duramente en un artículo publicado en la edición de julio de 1921 de Taiyō titulado "La Asociación de Mujeres Nuevas y la Sociedad Ola Roja"  en el que escribió: «la revolución es fundamental para las mujeres. Sólo el Sekirankai puede dar la respuesta». El artículo por sí solo era un golpe para la Asociación de las Nuevas Mujeres, pero además, el momento en que se escribió provocó un impacto especial ya que el artículo apareció en el momento en el que una de la fundadoras de la Asociación de las Nuevas Mujeres dimitiera, Ichikawa Fusae.  En el artículo, Yamakawa centró sus críticas en la líder de la Asociación de Mujeres Nuevas, Hiratsuka Raichō, considerando que el grupo se enfocaba únicamente en los problemas de las mujeres de clase alta mientras ignoraba las duras realidades a las que se enfrentaban las mujeres de clase trabajadora.

### Disolución
A fines de 1921, las actividades del Sekirankai se paralizaron. En ese momento, la restrictiva Ley de Orden Público y Policía de 1900 (治安 警察 法Chian Keisatsu Hō ) prohibía las huelgas de trabajadores y las organizaciones sindicales reprimiendo los discursos y reuniones. En el artículo 5, a las mujeres en particular se les prohibió asistir a reuniones políticas o afiliarse a organizaciones políticas.  Además de esta opresión gubernamental, la presión de la mirada pública actuó como poderosa detractora. En todos los periódicos, las sociedades feministas y socialistas fueron vilipendiadas siendo calificadas de degeneradas y fueron objeto de burla por parte de numerosos caricaturistas como Okamoto Ippei y Kitazawa Rakute. Esta situación provocó la desconfianza hacia este tipo de organizaciones en la conciencia pública, y quienes en otros momentos hubieran podido sentirse influenciadas para unirse fueron disuadidas. A la crítica pública se sumó la opresión gubernamental y la animosidad de otras organizaciones de mujeres provocando la disolución de la organización en diciembre de 1921, solo ocho meses después de su fundación. Muchos miembros de la organización pasaron a formar otros grupos derivados como el grupo de discusión Suiyōkai (Sociedad de los miércoles) y la organización Yōkakai (Sociedad del Octavo Día), que continuarían desarrollando los ideales de Sekirankai .

## Ideología
El grupo abordó el feminismo a través de una mirada marxista, explorando los problemas que enfrentan las mujeres a causa de la clase y mercantilización. Gran parte de los principios ideológicos del grupo tienen sus raíces en los escritos de Yamakawa Kikue, una escritora socialista y feminista japonesa que también fue miembro prominente de la Sekirankai . Bajo estas líneas de pensamiento marxistas, el Sekirankai creía que la independencia económica era un paso crucial para lograr la igualdad entre hombres y mujeres; sin embargo, según su manifiesto, creían que la abolición del capitalismo en favor del socialismo era un requisito previo para ello.

## Miembros
- Kutsumi Fusako
- Sakai Magara, hermana de Toshihiko Sakai
- Hashiura Haruka
- Akizuki Shizue
- Kitagawa Chiyo[11]
- Hashiura Oriku
- Noe Itō[12]
- Iwasa Shige[1]
- Takasu Tayoko[1]
- Takano Chiyo[1]
- Takeuchi Hide[1]
- Tanno Setsu[13]
- Nakamura Miki[1]
- Hashiura Riku[1]
- Yoshikawa Kazuko[1]
- Yamakawa Kikue[13]
- Tachibara Oko[13]
- Sano Manabu[13]
- Yabe Hatsuko[13]
- Watanabe Kō[1]